# آرقه‌داغ
آرقه‌داغ (به ترکمنی: Arkadag şäheri، آرقاداغ شأهری) یک شهر و مرکز اداری ولایت آخال در ترکمنستان است. آرقه‌داغ ۱۰٫۰۲ کیلومتر مربع مساحت و ۶۴٬۰۸۶ نفر جمعیت دارد. این شهر در جنب غربی پایتخت عشق‌آباد، بین شهرهای بزمین و گوگ‌تپه واقع شده است.
شهر آرقه‌داغ مستقل از شهرستان‌هاست، و خود دارای دو منطقه اداری می‌باشد:
- شهرستان کاریزک
- شهرستان قورجه

معنای «آرقه‌داغ» در ترکمنی « پشت و پناه , پشتیبان » هست.